# Ediel Silva
Ediel José Silva (ur. 7 lutego 1994) – wenezuelski zapaśnik w stylu klasycznym. Srebrny medalista mistrzostw panamerykańskich w 2014 roku.